# PowerBook 100
Le PowerBook 100 est le premier ordinateur portable d'Apple de la gamme PowerBook. Sorti en même temps que les PowerBook 140 et 170, il constitue l'entrée de la gamme portable d'Apple. On peut considérer que c'est le premier véritable ordinateur portable commercialisé par Apple car le Macintosh Portable, sorti deux ans auparavant, était plus un transportable qu'un portable avec ses 7 kg.
Contrairement à ses aînés les PowerBook 140 et 170, le PowerBook 100 n'est pas d'une conception radicalement nouvelle. Il reprend les mêmes composants que le Macintosh Portable, mais dans un boîtier bien plus compact (il pesait 2,3 kg) et moins richement doté pour en diminuer le prix (connectique plus restreinte, écran à matrice passive et non à matrice active, batterie plus légère mais aussi moins endurante, suppression du lecteur de disquette). Commercialisé à 2 500 $ à son lancement (contre plus de 5 000 $ pour un Macintosh Portable), il n'a néanmoins pas connu le succès. Ce n'est que lorsque Apple baissa son prix à moins de 1 000 $ qu'il commença à bien se vendre.

## Spécificités techniques
| Modèle                 | Power Book 100 | Power Book 100 |
| ---------------------- | --- | --- |
| Nom de code            | Elwood, Jake, O'Shanter & Bess, Asahi, Classic, Derringer, Rosebud, and Sapporo                                                                                        | Elwood, Jake, O'Shanter & Bess, Asahi, Classic, Derringer, Rosebud, and Sapporo                                                                                        |
| Modèle                 | M1506 | M1506 |
| Numéro de commande     | M0567 | M1045 |
| Processeur             | Motorola 68000 | Motorola 68000 |
| Bus système            | 16 MHz | 16 MHz |
| ROM                    | 256 Ko | 256 Ko |
| RAM                    | 2 Mo, extensible à 8 Mo à l'aide de SIMM de 100 ns et d'une carte d'extension de RAM personnalisée en option                                                           | 2 Mo, extensible à 8 Mo à l'aide de SIMM de 100 ns et d'une carte d'extension de RAM personnalisée en option                                                           |
| Ecran                  | 9 pouces (22,86 cm) monochrome, écran LCD - résolution : 640 x 400 pixels                                                                                              | 9 pouces (22,86 cm) monochrome, écran LCD - résolution : 640 x 400 pixels                                                                                              |
| Stockage               | 20 - 40 Mb SCSI disque dur interne | 20 - 40 mb SCSI disque dur interne / lecteur de disquettes externe de 3,5 pouces                                                                                       |
| Réseau                 | Apple talk, modem en option | Apple talk, modem en option |
| Ports de connexions    | 1x ADB (pour clavier, souris) 1x mini-DIN 1x HDI-20 (external floppy drive) 1x HDI-30 connecteur SCSI (disque dur externe, scanner) 1 × 3,5 mm prise jack casque audio | 1x ADB (pour clavier, souris) 1x mini-DIN 1x HDI-20 (external floppy drive) 1x HDI-30 connecteur SCSI (disque dur externe, scanner) 1 × 3,5 mm prise jack casque audio |
| Système d'exploitation | System 6.0.8L, 7.0.1 - 7.5.5 | System 6.0.8L, 7.0.1 - 7.5.5 |
| Audio                  | 8-bit mono 22 kHz | 8-bit mono 22 kHz |
| Batterie               | Autonomie de 2h30 - 3h45 / Batterie au plomb rechargeable de 7,2V - Batteries de secours au lithium de 3,5 volts                                                       | Autonomie de 2h30 - 3h45 / Batterie au plomb rechargeable de 7,2V - Batteries de secours au lithium de 3,5 volts                                                       |
| Dimensions - Poids     | 22 × 28 × 4.6 cm - 2,31kg | 22 × 28 × 4.6 cm - 2,31kg |